# TBN 경인매거진
권계현의 TBN 경인매거진은 TBN 경인교통방송(인천, 경기 FM 100.5MHz, 서해5도 FM 105.5MHz)에서 평일 오후 4시 5분부터 오후 4시 55분까지 방송되는 인천, 경기지역의 라디오 시사교양 프로그램이다.

## 매일코너
- 클릭! 오늘의 경인 : 키워드로 보는 경인지역 주목할 만한 오늘의 이슈&뉴스 전달
- 인천 모아보기 : 인천지역 주요 소식 현장취재

## 주간코너
- 월 : 일자리가 희망입니다-일자리 정보(교육, 지원정책, 일자리 등) 전달
- 화 : 함께해요 동반성장-사회적기업 소개 및 지역사회 기업지원 소식 전달
- 수 : 매거진, 알려드립니다 - 인천지역의 오피니언 리더와 화제의 인물 초대 인터뷰
- 목 : 에코시티 만들기-기후변화정보와 환경을 지키는 생활 속 실천사항 전달
- 금 : 안전한 오늘, 건장한 내일-산업재해와 자살예방 등 국민안전을 위한 제도와 노력